# Smeerenburg

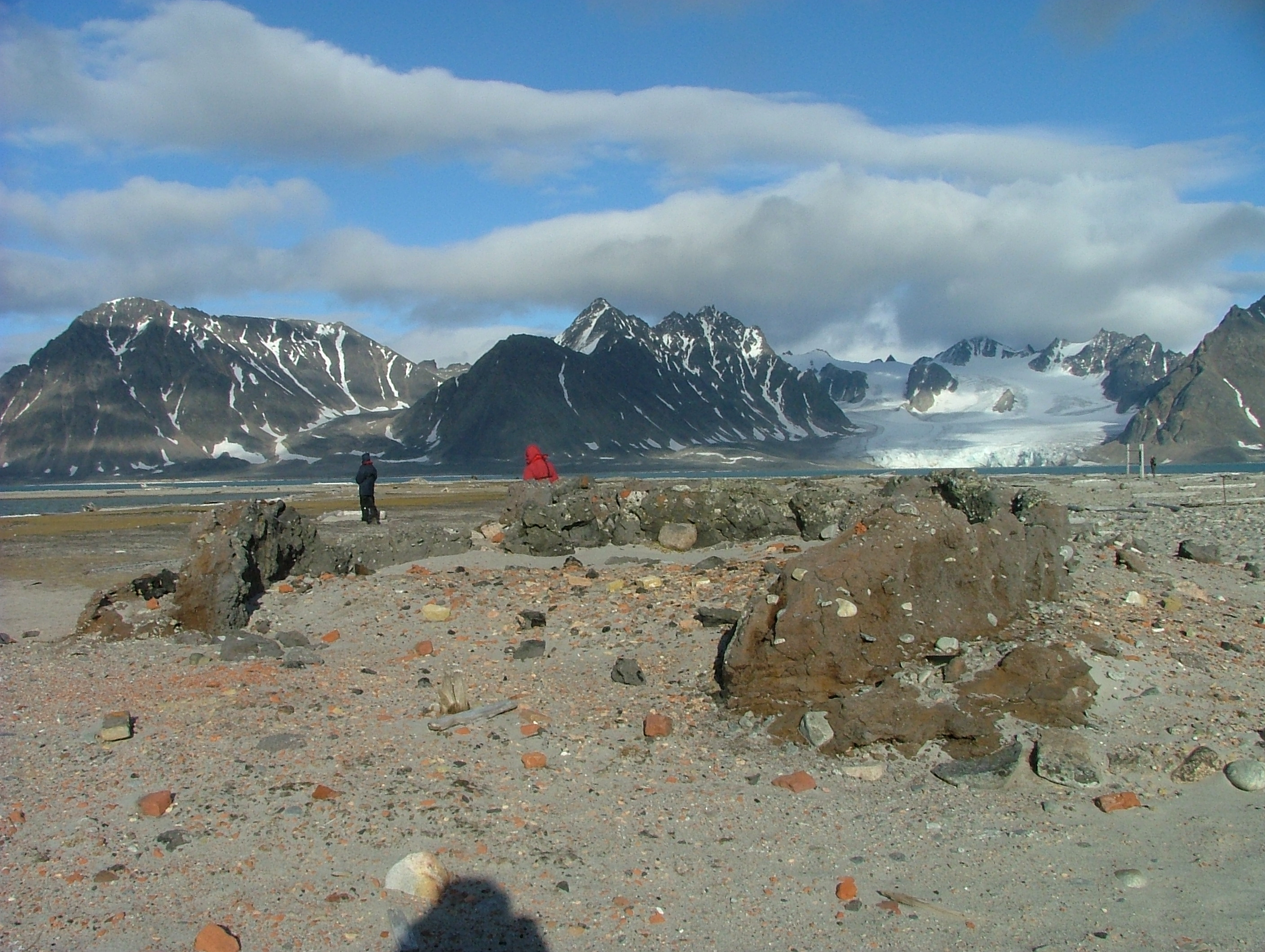
Lämningar av valspäckutvinning i Smeerenburg.

Smeerenburg var en ort på sydöstra Amsterdamön, Svalbard. Den var huvudort för holländska valfångare på Svalbard under 1600-talet men övergavs runt år 1640.
Av orten finns endast rester kvar av husen och späckugnarna samt gravar.
Namnet Smeerenburg kommer från nederländskans smeer som betyder späck.